# Orbán István (vegyészmérnök)
Orbán István (Budapest, 1939. május 2. – Budapest, 2006. január 18.) magyar vegyészmérnök, gyógyszerszakmérnök, az Egis Gyógyszergyár vezérigazgatója, a Budapesti Műszaki és Gazdaságtudományi Egyetem címzetes egyetemi tanára. Az Egis Gyógyszergyár, illetve annak jogelődje, az EGYT Gyógyszervegyészeti Gyár volt első és egyetlen munkahelye, melyet csaknem negyedszázadon át igazgatott.

## Életpályája
A Budapesti Műszaki Egyetemen szerzett vegyészmérnöki diplomát, ezután 1964-től üzemmérnökként dolgozott. Gyógyszerszakmérnöki diplomája, majd a doktori cím megszerzése után kutatással és műszaki fejlesztéssel foglalkozott. 1978-tól az EGYT főmérnöke, 1980-tól műszaki igazgatója. 1982-től vezérigazgató. Az egykori gyógyszer- és tápszergyárat Közép-Európa egyik vezető kutató- és termelőbázisává fejlesztette. Az 1990. őszi taxisblokád egyeztető tárgyalásai során igen aktív szerepet vállalt a megegyezés tető alá hozásában. 1991-ben az ő irányításával történt meg az Egis részvénytársasággá alakítása.

## Társadalmi megbízatásai
A Magyarországi Gyógyszergyártók Országos Szövetségének elnöke, a Munkaadók és Gyáriparosok Országos Szövetségének általános alelnöke volt.

## Díjai, elismerései
- Eötvös Loránd-díj (1987 és 1995)
- Gábor Dénes-díj (1994)
- A Magyar Köztársasági Érdemrend középkeresztje (1996)
- Az Év menedzsere (2001)
- Pro Urbe Budapest-díj (2002)
- „Kőbányáért” díj (2002)
- Az Év vállalkozója (2003)
- A Magyar Köztársasági Érdemrend középkeresztje a csillaggal (2004)
- Kőbánya díszpolgára (2004)
- Körmend díszpolgára (2006)
- Batthyány-Strattmann László-díj (2006, posztumusz)